# Matouš Cythardus
Matouš Cythardus (2. února 1522 Sittard u Limburku – 31. října 1566) byl dominikán, proslavený kazatel, dvorní kaplan a zpovědník císaře Ferdinanda I., dvorní kazatel Maxmiliána II., a 42. proboštem litoměřické kapituly v letech 1565–1566.

## Původ a studium
V městečku Sittard u Limburku se 2. února 1522 v rodině Esche narodil syn Matouš. Po absolvování základní povinné školy odešel studovat do Cách (Aachen) a v šestnácti letech vstoupil do dominikánského řádu. Brzy vzbudil pozornost, když převzal nejen kázání, ale i řečnictví a stal se tak všeobecně známý v širokém okolí. Od svých devatenácti let kázal v Cáchách dvakrát denně. V roce 1542 odešel na studium na univerzitu v Kolíně nad Rýnem a dosáhl doktorátu „v Písmu svatém“. I při studiu na univerzitě pokračoval v oblíbených kázáních. Po studiu církevní historie se zabýval problémy nově vznikajících církví a stal se jejich zásadním odpůrcem. Rada města Cách ho požádala, aby se do města vrátil a pokračoval ve vynikajících kázáních, která měla vždy velký pozitivní ohlas u početných posluchačů.
Papežský nuncius Commendone, přítel litoměřického probošta Viléma Prusínovského, sledoval pečlivě Matoušovu činnost a 1. června 1561 podal o něm a o jeho schopnostech zpráv do Říma, v níž napsal: „V Cáchách a okolí je známa horlivost tohoto kněze, všeobecně se těší velké úctě.“

## Disputace ve Wormsu
Cythardus se účastnil tzv. disputace Wormsu spolu s nejproslulejšími teology této doby. V disputaci aktivně vystupoval a po jejím ukončení ho osobně poznal císař Ferdinand I. Proto ho povolal roku 1559 do Vídně ke královskému dvoru, kde byl Cythard řadu let dvorním kazatelem a zpovědníkem císaře. Cythard měl velký vliv na císařova syna, pozdějšího císaře Maxmiliána II., který měl v mládí určitou náklonnost k protestantství. Maxmilián se pravidelně účastnil kázání a proslovů Cytharda, který tak získal jeho plnou důvěru. K jednomu ze základních problémů té doby patřilo přijímání pod obojí způsobou, a Cythard vůči němu zaujal vstřícné stanovisko. Umírající císař Ferdinand I. požádal Cytharda, aby u něj zůstal „do posledního dechu“. Císař zemřel 25. července 1564.
Nový panovník Maxmilián II. Cytharda potvrdil jako dvorního kaplana a kazatele, který doprovázel císaře na jeho cestách. Na říšském sněmu roku 1566 v Augsburgu vystoupil Cythard ostře jak proti kalvinistům, tak proti luteránům. Jako císařův stálý průvodce se účastnil tažení proti Turkům. V blízkosti města Rábu v Uhrách ale náhle onemocněl a musel se co nejrychleji vrátit do Vídně. Již 31. října 1566 ve věku 44 let zemřel. Jeho smrt přivítali odpůrci katolicismu jako trest Boží.

## Jmenování proboštem litoměřické kapituly
Jednou z prvních funkcí Cytharda byl 1. května 1565 post probošta litoměřické kapituly. Jmenování Cytharda mělo symbolicky pro Litoměřice značný církevní, politický i kulturní význam, pro celkovou situaci litoměřické kapituly však jeho jmenování nepřineslo bohužel žádaný užitek, protože Cythard byl stále povoláván na císařský dvůr. Jmenování Maxmiliánem II. dokazuje, jak do vnitrocírkevních problémů panovník zasahoval. Habsburkové totiž vycházeli ze svého patronátního práva a postupně si přisvojovali stále více rozhodovacích pravomocí a svrchovanosti nad církví. Cythard byl jistě ve své době vynikající církevní učitel, ale pro konkrétní řízení litoměřického proboštství nebyl pro nedostatek času způsobilý. Neměl také žádné praktické církevní a ekonomické vzdělání.
Církevní a národnostní poměry se dále zostřovaly. V době působení Cytharda se vztah proboštství k městu Litoměřicím vyhrotil ještě více, než tomu bylo za jeho předchůdce. Po prezentaci Cytharda císařem následoval pokyn, aby pražský arcibiskup nového probošta instaloval. V Praze byl Cythard znám již dříve, zvláště roku 1562, kdy pronesl řadu vysoce ceněných kázání. Mohl se také seznámit se členy dómské kapituly a byl i jmenován titulárním dómským kanovníkem, i když církevní hodnostáři v českých zemích byl zvláště ostražití a neradi viděli, když cizinci získávali v českých zemích hodnosti. Cythard sám se o litoměřické proboštství osobně nikdy nezajímal, a proto se zdráhal proboštskou funkci v Litoměřicích přijmout. Jeho aktivní činnost na císařském dvoře byla jak pro panovníka, tak i pro Cytharda natolik významná, že byl Cythard přesvědčen, že nikdy nebude moci vykonávat proboštskou funkci. Požádal proto pražského arcibiskupa Bruse, aby sám převzal dozor nad litoměřickou kapitulou. Císař Maxmilián však trval na tom, aby proboštem v Litoměřicích byl Cythard. Cythard se ještě před svým jmenováním proboštem přesvědčil, jak je kapitula zadlužená, a chtěl proto hned rezignovat. Z výtěžku kapituly Cythard dostal za celý rok sotva 200 zlatých. Začalo tak složité jednání o řešení nastalé situace, přičemž Cythard navrhl, aby se stal správcem proboštství bývalý arcibiskupský dvorní maršálek Jeroným Schönfeld, který souhlasil s převzetím tohoto úřadu po Vánocích. Cythard, který se právě vrátil ze služební cesty v Belgii, byl téměř bez prostředků. Roku 1566 se připravoval říšský sněm v Augsburgu, a tak požádal pražského arcibiskupa o pomoc, protože sám byl přípravou sněmu velmi přetížen.

## Instalace v zastoupení
Cythard navrhl pražskému arcibiskupovi, aby rozhodl pověřit instalací dómského svatovítského probošta Jindřicha Scribonia a Cytharda měl zastupovat arcibiskupský oficiál D. Peter Peristerius. Tato zcela neobvyklá instalace se pak uskutečnila 22. listopadu 1565. Cythard pro nával práce na císařském dvoře zřejmě do Litoměřic nikdy již nepřijel. Nepřítomnost probošta se musela projevit na všech úsecích proboštské činnosti a činnosti celé kapituly. Když 31. října 1566 ve stáří teprve 44 let však Cythard zemřel, jeho pohřeb měl být zaplacen kapitulou, ale jelikož celková finanční situace kapituly byla velmi zlá, nenašly se pro tento účel žádné peníze. Řešení finanční situace kapituly trvalo delší dobu. 3. dubna 1567 bylo rozhodnuto vyplatit dlužníkům pouze to, co jim byl dlužen zemřelý probošt.
Osobnost Cytharda byla zcela výjimečná. Ačkoliv byl pro císařský dvůr nepostradatelný, proboštství v Litoměřicích pravděpodobně nikdy nenavštívil a proboštský úřad s jeho dignitám byl v jeho době v hluboké ekonomické krizi.